# Ernest de Chamaillard
Ernest Marie Félix Ponthier de Chamaillard, né le 9 décembre 1862 à Gourlizon (Finistère) et mort le 30 septembre 1931 à Eaubonne (Val-d'Oise), est un peintre français de l'École de Pont-Aven.

## Biographie
Fils d'un avocat originaire du Huelgoat, Henri Pierre Ponthier de Chamaillard, qui fut aussi député du Finistère, et d'Adrienne Marie Eudoxie Briant de Penquelein, Ernest de Chamaillard étudia le droit, mais sans grand enthousiasme. En 1888, à Pont-Aven, il rencontre Paul Gauguin qui l’initie à la peinture. Il s'enthousiasme pour l'esthétique du post-impressionnisme et se lie d'amitié avec les autres hôtes de la pension Gloanec comme Charles Laval, Émile Bernard et Henry Moret. Il abandonne la carrière juridique et renonce à son métier d’avocat. Il fait également à Pont-Aven la connaissance de Louise Lamour qu’il épousera la même année 1888 à Jersey.
Avec Émile Bernard, il s’adonne à la peinture. Il reste plusieurs années dans la région de Pont-Aven où il brosse de nombreux paysages. Gauguin le considère comme son élève et apprécie la gaucherie naïve de son expression.
Il s’installe en 1893 à Châteaulin. Ne pouvant vivre de son art, il exerce comme avocat, office qu'il assurera pour Gauguin dans une affaire qui l'oppose à Marie Henry.
En 1905, il quitte Châteaulin pour un emploi de bureau à Paris, employé à l'office central des œuvres de bienfaisance. Il expose son travail à la galerie Bernheim-Jeune en 1906 et 1910, les catalogues de ces expositions étant préfacés par Arsène Alexandre. Il connut des difficultés matérielles au cours de la Première Guerre mondiale, aggravées par la mort de ses deux fils. Il a de nouveau exposé en 1925 et 1930 à la galerie Georges Petit à Paris.
Un de ses frères, Henri Ponthier de Chamaillard, fut sénateur du Finistère de 1897 à 1908.

## Œuvres dans les collections publiques
- Brest, musée des beaux-arts : Paysage breton (Vitré), huile sur toile[4],[5].
- Quimperlé : La rivière de Quimperlé (collection municipale).

## Galerie

Œuvres non localisées attribuées à Ernest de Chamaillard
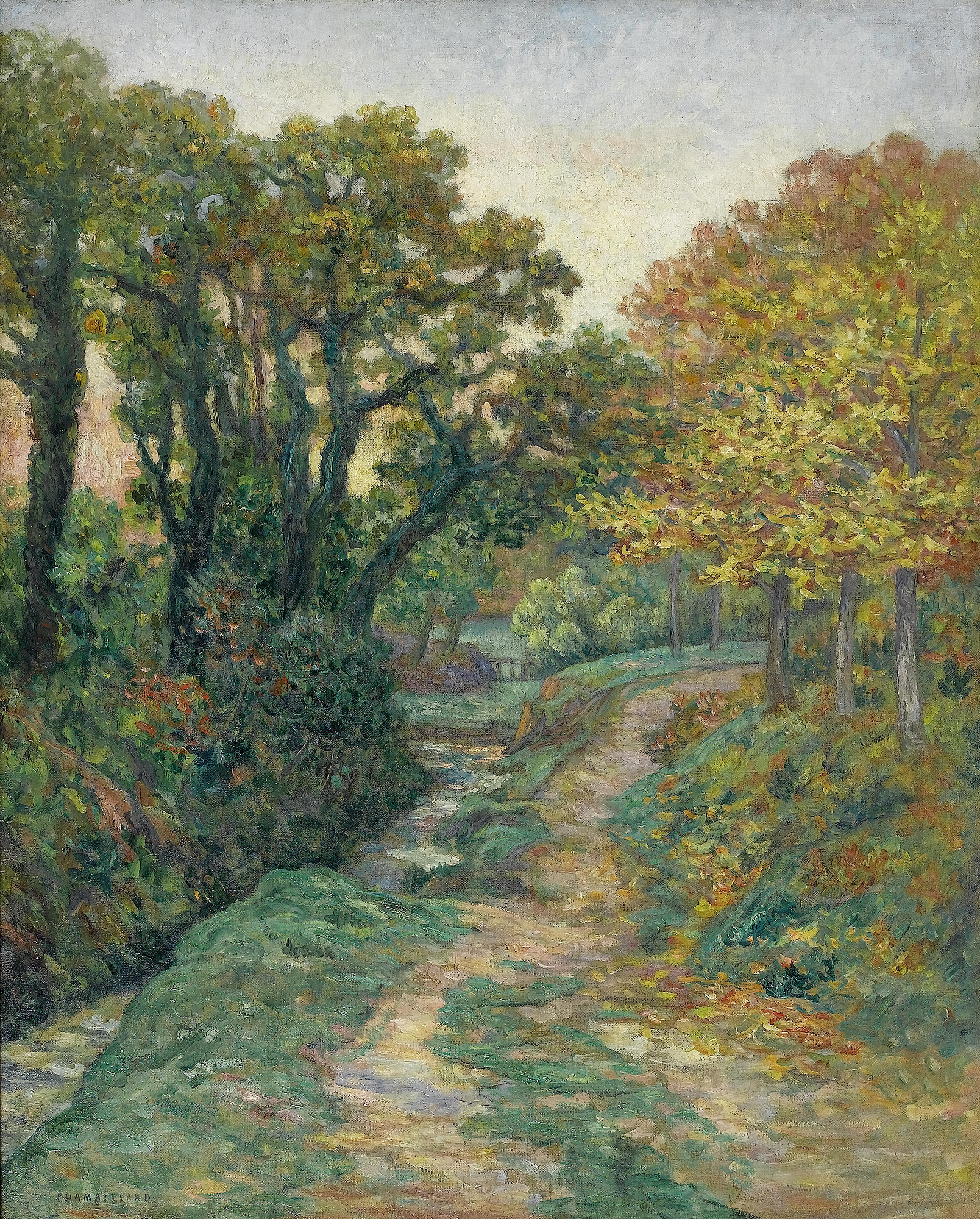
Le Chemin creux près du ruisseau
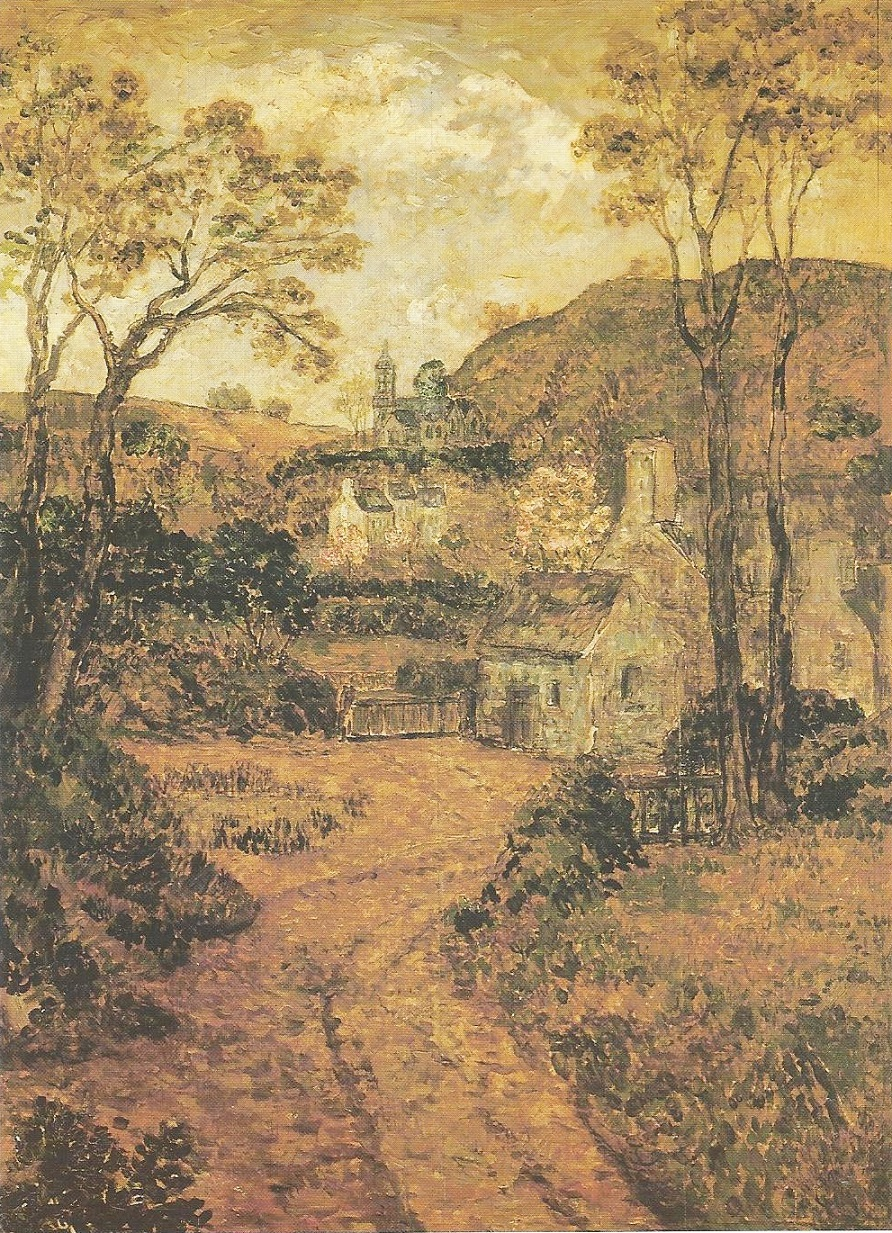
La Chapelle Notre-Dame à Châteaulin (1898)
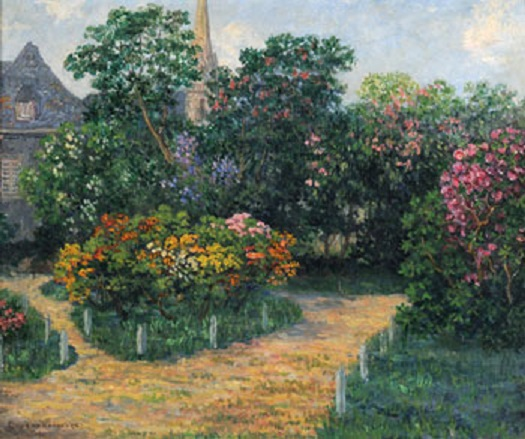
Jardin fleuri près de l'église à Châteaulin
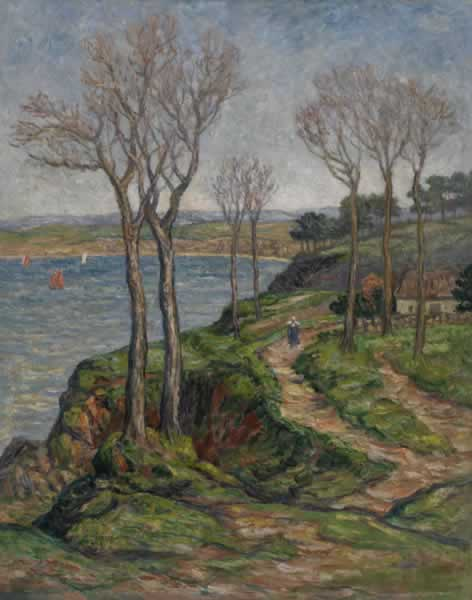
Falaises de Douarnenez (vers 1900)
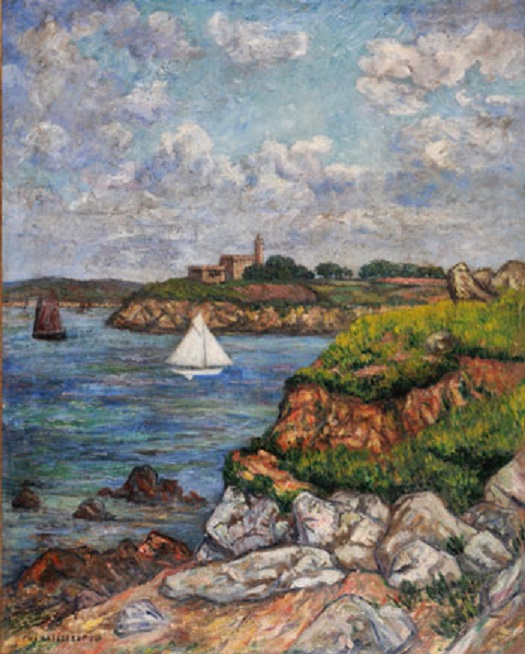
Voile blanche à l'entrée de l'estuaire
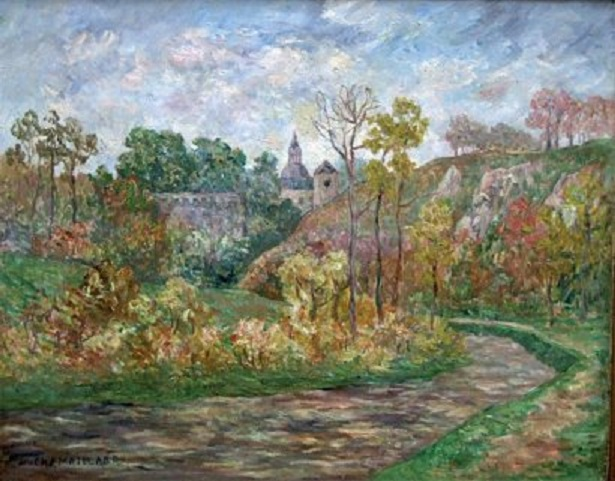
Les Remparts de Dinan à l'automne
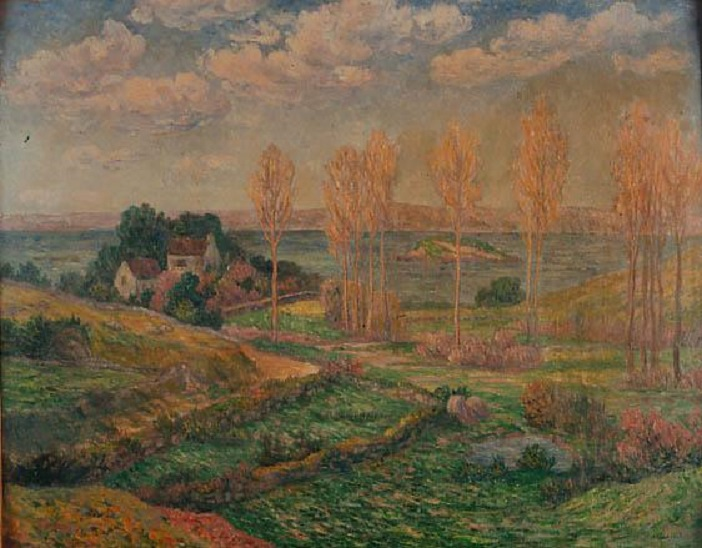
La Vallée de Tréboul